# Hybos interruptus
Hybos interruptus är en tvåvingeart som beskrevs av Saigusa 1965. Hybos interruptus ingår i släktet Hybos och familjen puckeldansflugor.
Artens utbredningsområde är Taiwan. Inga underarter finns listade i Catalogue of Life.